# Sten Sjögren (redaktör)
Carl Sten Sjögren, född 2 november 1892 i Halmstad, död 22 maj 1946 i Göteborg, var en svensk tidningsredaktör.
Sten Sjögren examinerades med filosofie magister 1914. Mellan åren 1915 och 1916 var han medarbetare i tidningen Halland och mellan åren 1918–1920 i Göteborgs Handels- och Sjöfartstidning, GHT. Åren 1920 till 1932 var han redaktör och ansvarig utgivare av Göteborgs-Tidningen, GT.
Han var ordförande i Publicistklubbens västra krets åren 1930–1932 och i Svenska journalistförbundets göteborgskrets från 1934. 1935 blev han vice ordförande i Göteborgs arbetarinstitut och föreståndare för detsamma mellan 1939 och 1946. Från 1926 var han ordförande för Kommittén för folkkonserters anordnande i Göteborg. Sjögren är begravd på Östra kyrkogården i Göteborg.